# The 5th Dimension
The 5th Dimension foi um grupo vocal estadunidense cujo repertório incluia elementos de música pop, R&B, soul, jazz, light opera  Broadway, essa mistura foi apelidada de "Champagne Soul. Vencedora de seis prêmios Grammy, a banda é mais conhecida por seu trabalho no final da década de 1960 e início da década de 1970, através de canções como "Up, Up and Away", "Stoned Soul Picnic", "Aquarius/Let the Sunshine In", "Wedding Bell Blues", "One Less Bell to Answer", "(Last Night) I Didn't Get to Sleep at All" e "If I Could Reach You".
Os cinco membros originais do grupo eram Billy Davis, Jr., Florence LaRue, Marilyn McCoo, Lamonte McLemore e Ron Townson. Eles gravaram para diferentes selos musicais em suas carreiras; primeiramente no Soul City (de Johnny Rivers), depois para a Arista Records e a Motown Records.
O grupo foi responsável por popularizar canções de artistas como Ashford & Simpson, Laura Nyro e Jimmy Webb, além de Burt Bacharach e Hal David. Também ajudaram a popularizar o musical Hair com a gravação de "Aquarius/Let the Sunshine In", o maior sucesso da banda, que ficou seis semanas no topo da Billboard Hot 100. O grupo está em atividade até os dias atuais, mas com apenas um de seus cinco membros originais.

## Membros
Membros originais
- Ronald L. "Ron" Townson (1966-1978 e 1979-1998; falecido em 2001)
- Lamonte McLemore (1966-2006)
- Billy Davis, Jr. (1966-1975)
- Marilyn McCoo (1966-1975)
- Florence LaRue (1966-atualmente)

Substitutas de McCoo
- Eloise Laws (1975)
- Marjorie Barnes (1976-1977)
- Terri Bryant (1978-1979)
- Pat Bass (1979)
- Tanya Boyd (1979)
- Joyce Wright Pierce (1979-1986 e 1987)
- Estrelita (1986)
- Phyllis Battle (1988-2001)
- Julie Delgado (2002-2005)
- Van Jewell (2002 e 2005)
- Jamila Ajibade (2005-2006 e 2007-2008)
- Valerie Davis (2006-2007)
- Jennifer Leigh Warren (2007)
- Gwyn Foxx (2007)
- Patrice Morris (2008-atualmente)

Substitutos de Davis
- Danny Beard (1975-1978)
- Lou Courtney (1978-1979)
- Michael Procter (1979-1988)
- Eugene Barry-Hill (1989-1992)
- Greg Walker (1993-2006)
- Leonard Tucker (2006-atualmente)

Substitutos de Townson
- Mic Bell (1978-1979)
- Willie Williams (1998-atualmente)

Substitutos de McLemore:
- Michael Mishaw (2006-2008)
- Floyd Smith (2009-atualmente)

## Discografia

### Álbuns
- Up, Up and Away (1967)
- The Magic Garden (1967)
- Stoned Soul Picnic (1968)
- The Age of Aquarius (1969)
- Portrait (1970)
- Greatest Hits (1970)
- The July 5th Album (1970)
- Love's Lines, Angles and Rhymes (1971)
- Reflections (1971)
- Live!! (1971)
- Individually & Collectively (1972)
- Greatest Hits On Earth (1972)
- Living Together, Growing Together (1973)
- Soul & Inspiration (1974)
- Earthbound (1975)
- Star Dancing (1978)
- High On Sunshine (1978)
- The Very Best Of 5th Dimension (1982)
- In the House (1995)
- Live! Plus Rare Studio Recordings (2001) - Título original: Home Cookin (1976)
- Fantasy (2004) - Título original: The 5th Dimension Now (1984)

### Singles
| Ano  | Canção                                         | EUA           | Canadá        | Reino Unido |
| ---- | ---------------------------------------------- | ------------- | ------------- | ----------- |
| 1966 | "Go Where You Wanna Go"                        | 16            | 9             | -           |
| 1967 | "Another Day, Another Heartache"               | 45            | -             | -           |
| 1967 | "Up, Up and Away"                              | 7             | 18            | -           |
| 1967 | "Paper Cup"                                    | 34            | 17            | -           |
| 1968 | "Carpet Man"                                   | 29            | 3             | -           |
| 1968 | "Stoned Soul Picnic"                           | 3             | 5             | -           |
| 1968 | "Sweet Blindness"                              | 13            | 15            | -           |
| 1968 | "California Soul"                              | 25            | -             | -           |
| 1969 | "Aquarius/Let the Sunshine In"                 | 1 (6 semanas) | 1 (3 semanas) | 11          |
| 1969 | "Workin' On a Groovy Thing"                    | 20            | 17            | -           |
| 1969 | "Wedding Bell Blues"                           | 1 (3 semanas) | 3             | 16          |
| 1969 | "Blowing Away"                                 | 21            | 24            | -           |
| 1970 | "A Change is Gonna Come/People Got to Be Free" | 60            | -             | -           |
| 1970 | "The Declaration"                              | 64            | -             | -           |
| 1970 | "The Girls' Song"                              | 43            | -             | -           |
| 1970 | "Puppet Man"                                   | 24            | -             | -           |
| 1970 | "Save the Country"                             | 27            | 24            | -           |
| 1970 | "On the Beach (In the Summertime)"             | 54            | -             | -           |
| 1970 | "One Less Bell to Answer"                      | 2             | 3             | -           |
| 1971 | "Love's Lines, Angles and Rhymes"              | 19            | 28            | -           |
| 1971 | "Light Sings"                                  | 44            | -             | -           |
| 1971 | "Never My Love" (ao vivo)                      | 12            | 21            | -           |
| 1971 | "Together Let's Find Love" (ao vivo)           | 37            | -             | -           |
| 1972 | "(Last Night) I Didn't Get to Sleep at All"    | 8             | 5             | -           |
| 1972 | "If I Could Reach You"                         | 10            | 13            | -           |
| 1973 | "Living Together, Growing Together"            | 32            | -             | -           |
| 1973 | "Everything's Been Changed"                    | 70            | -             | -           |
| 1973 | "Ashes to Ashes"                               | 52            | -             | -           |
| 1973 | "Flashback"                                    | 82            | -             | -           |
| 1975 | "No Love In the Room"                          | 105           | -             | -           |
| 1976 | "Love Hangover"                                | 80            | -             | -           |